# Armani Moore
Armani Moore (ur. 25 marca 1994 w Swainsboro) – amerykański koszykarz występujący na pozycjach rzucającego obrońcy oraz niskiego skrzydłowego.
W 2016 rozegrał 5 spotkań letniej ligi NBA w Orlando, reprezentując barwy zespołu Indiana Pacers.
13 sierpnia 2016 został zawodnikiem Stelmetu BC Zielona Góra. 29 grudnia 2017 opuścił klub. 1 stycznia 2018 zawarł umowę z niemieckim EWE Baskets Oldenburg.
14 października 2019 dołączył do Asseco Arki Gdynia. 18 grudnia został po raz kolejny w karierze zawodnikiem EWE Baskets Oldenburg.
20 lipca 2020 zawarł umowę ze Startem Lublin. 23 listopada przeniósł się do Arged BM Slam Stali Ostrów Wielkopolski. 13 stycznia 2021 opuścił klub.

## Osiągnięcia
Stan na 14 stycznia 2021, na podstawie, o ile nie zaznaczono inaczej.
NCAA
- Uczestnik rozgrywek Sweet Sixteen turnieju NCAA (2014)
- Zaliczony do składu All-SEC Honorable Mention (2016 przez Associated Press)

Drużynowe
- Mistrz Polski (2017)[11]
- Zdobywca pucharu Polski (2017)
- Finalista:
  - Superpucharu Polski (2016[12], 2017[13])
  - Pucharu Niemiec (2020)[14]